# Anding (Dingxi)

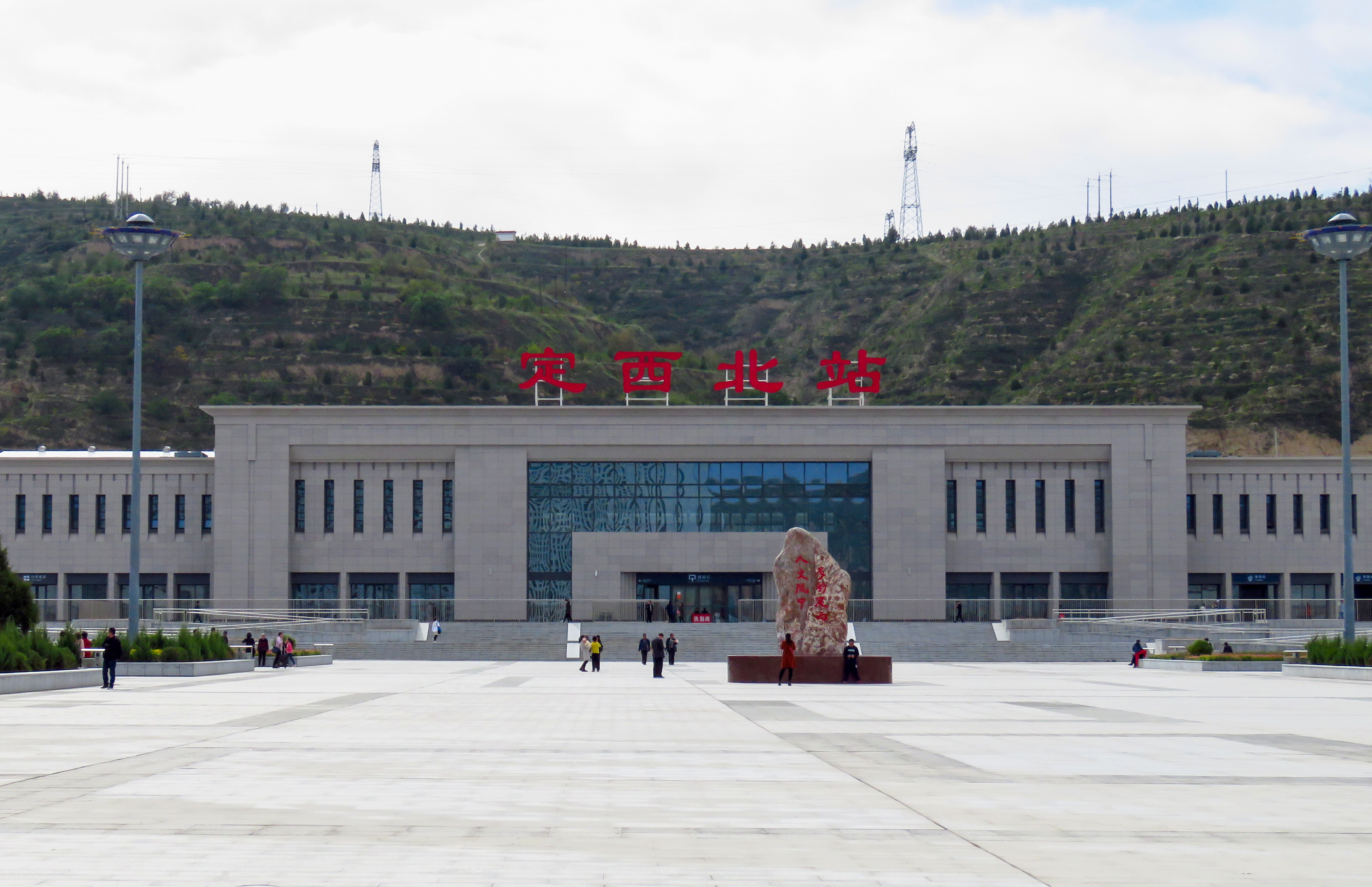
Dingxi Nordbahnhof

Der Stadtbezirk Anding (安定区; Pinyin: Āndìng Qū) ist ein Stadtbezirk der bezirksfreien Stadt Dingxi in der chinesischen Provinz Gansu. Er hat eine Fläche von 3.639 Quadratkilometern und zählt 432.500 Einwohner (Stand: Ende 2018). 